# Harold Mortimer-Lamb
Harold Mortimer-Lamb (21. května 1872, Leatherhead – 25. října 1970, Burnaby) byl anglo-kanadský důlní inženýr, novinář, fotograf a umělec, který je nejznámější tím, že ve 20. letech 20. století bojoval za Skupinu sedmi (Group of Seven). Jeho dcera byla umělkyně z Nového Brunšviku Molly Lamb Bobak.

## Životopis
Harold Mortimer-Lamb se narodil v Leatherheadu v Surrey v Anglii dne 21. května 1872. Do Kanady přicestoval v roce 1889 a usadil se v Britské Kolumbii. Svou kariéru začínal jako farmář, poté se stal laikem anglikánské církve. V roce 1896 potkal a oženil se s Katherinou Mary Lindsay a spolu měli šest dětí – jedno se narodilo mrtvé a jedno zemřelo v dětství. Čtyři synové se dožili dospělosti: Oliver, J. Haliburton (který se stal vojákem v první světové válce), Willoughby a Lawrence.
Rodina se přestěhovala do Montrealu a najala si hospodyni jménem Mary Williamsová (dříve Alice Price). Haroldova manželka Kate začala trpět nemocemi a od té doby až do konce svého života byla popisována jako „nemocná“. V určitém okamžiku svého pobytu v Montrealu Harold zažil krizi duševního zdraví a rezignoval na svou pozici v kanadském báňském institutu s přáním vrátit se do Britské Kolumbie; místo toho však odcestovali na západní pobřeží na dovolenou.
V roce 1920 se rodina přestěhovala zpět do Britské Kolumbie a vzala s sebou Mary Williamsovou. V této době byla Mary těhotná s Haroldovým dítětem; Molly Lamb se narodila v únoru 1920, těsně po přestěhování. Mary Williamsová zůstala v rodině Mortimer-Lamba 22 let. Kate zemřela po 45 letech manželství s Haroldem. Mary a Harold se nikdy nevzali. V roce 1942 se Harold Mortimer-Lamb oženil s Verou Weatherbie, múzou Fredericka Varleyho a přítelkyní Molly ze školy. Haroldovi bylo v té době 70 a Věře 33; toto manželství trvalo 28 let, až do Haroldovy smrti ve věku 99 let.
Většinu svého profesního života strávil v těžebním průmyslu v Kanadě. Brzy se však začal zajímat o fotografii, specializoval se na romantické portréty s jemným rozostřením.

## Důlní inženýrství
Pracoval pro Úřad pro informace pro vládu Britské Kolumbie. Stal se tajemníkem-pokladníkem Provinčního hornického sdružení Britské Kolumbie; Tajemník Kanadského báňského institutu a sloužil ve štábu ministerstva dolů v Ottawě. Byl zakládajícím redaktorem British Columbia Mining Record.
Na počátku 20. století byl Mortimer-Lamb jmenován tajemníkem Kanadského důlního institutu, což vyžadovalo, aby se přestěhoval do Montrealu.

## Fotografie

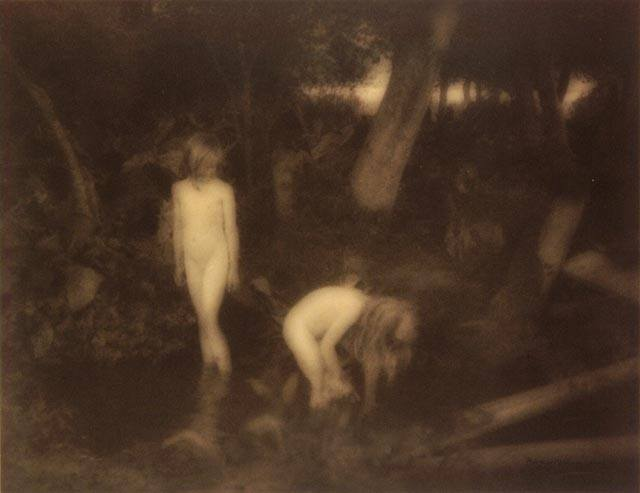
The Pool, asi 1907, želatino stříbrný tisk

Zatímco žil v Montrealu, měl příležitost setkat se a seznámit se s mnoha předními umělci té doby, včetně Homera Watsona, Williama Brymnera, Maurice Cullena, Laury Muntz Lyall a později členů Skupiny sedmi – Group of Seven, zejména s jehím zakladatelem A. Y. Jacksonem. Během této doby také působil jako montrealský korespondent předního anglického uměleckého časopisu The Studio. Jako umělecký kritik psal na obranu Skupiny sedmi v době, kdy většina ostatních kritiků jejich práci kritizovala a napadala. Kolem roku 1920 opustil své místo v báňském institutu v Montrealu, aby nastoupil na místo tajemníka-pokladníka divize BC ve Vancouveru. V roce 1926 otevřel galerii na Robson Street s kolegou fotografem Johnem Vanderpantem. Přestože jejich sdružení mělo krátké trvání, galerie pokračovala a byla centrem hudby, poezie a malby. Mezi vystavovanými umělci byli členové skupiny Group of Seven. Po jeho odchodu z těžebního průmyslu v roce 1941 začal sám malovat a jeho díla byla vystavena v Montrealu a Vancouveru.
Jeho práce byla široce vystavována a nakonec byl zvolen čestným členem Královské fotografické společnosti. Po mnoho let také pěstoval živý zájem o umění, pomáhal zakládat malý umělecký klub ve Victorii a často přispíval články o kanadské umělecké scéně do Canadian Magazine a dalších periodik.
Harold Mortimer-Lamb zemřel v Burnaby v Britské Kolumbii dne 25. října 1970. Jeho dcera Molly Lamb Bobak byla známá kanadská umělkyně.

## Publikace
- Photograms of the Year (1895–1940)[7] společně se Sidney Carter
- British Columbia Mining Record (ed.)[5]

## Galerie

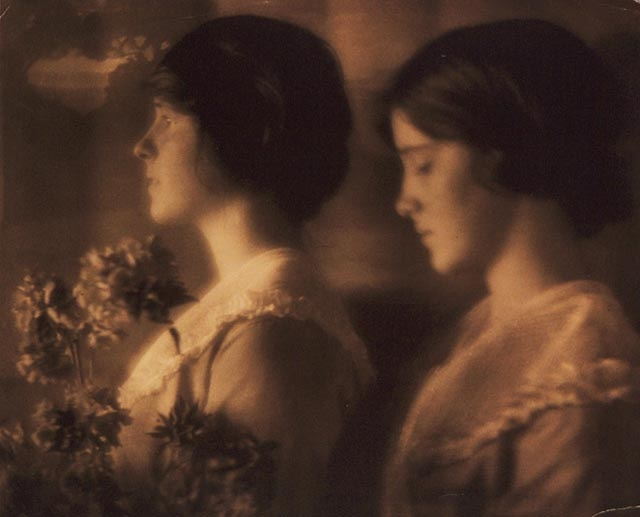
Southam sisters
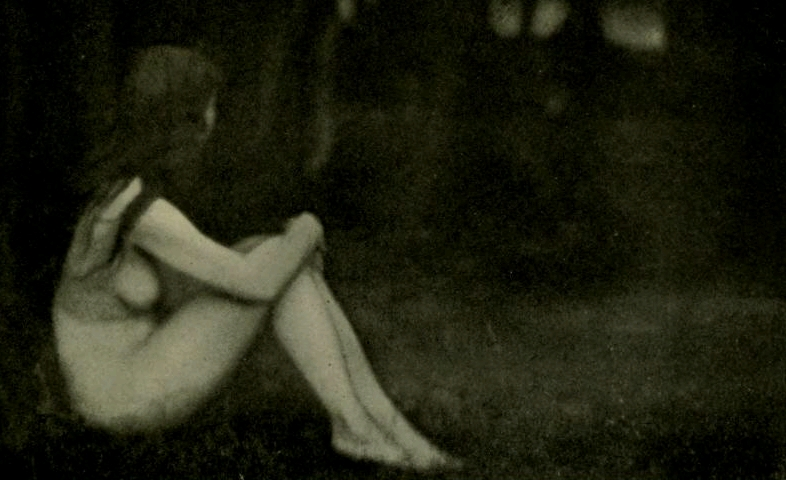
At The Edge of the Wood
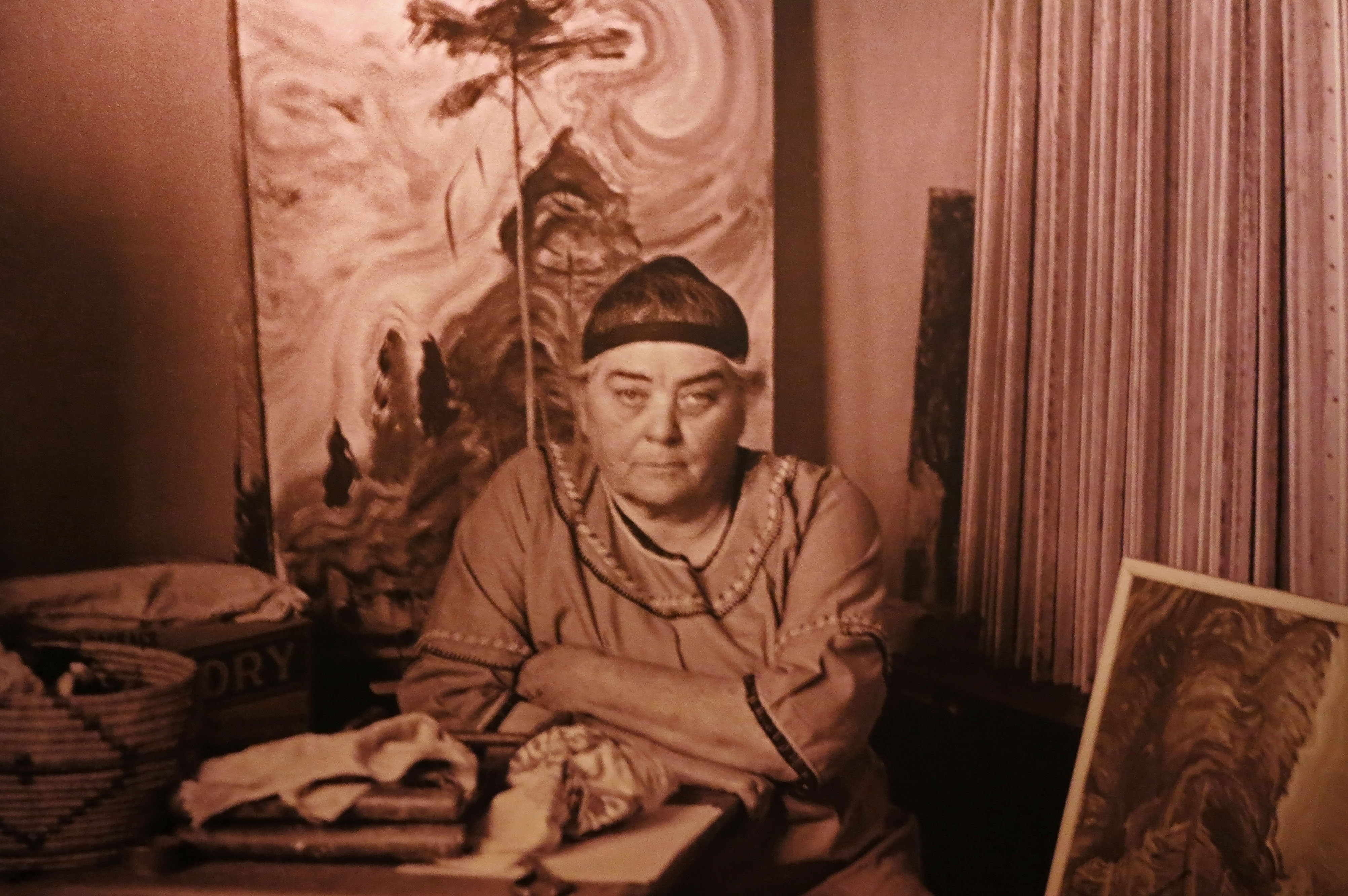
Emily Carr ve svém studiu, 1939